# A3 (Luxemburg)
De A3 in combinatie met de B3, ook wel Autoroute de Dudelange (Lëtz.: Diddelenger Autobunn) genoemd, is een autosnelweg in het land Luxemburg. 
De route heeft een totale lengte van 15 kilometer, hiervan is 13,2 kilometer als snelweg A3 ingericht. De route gaat van Luxemburg-stad naar de Franse grens bij Dudelange waar het verder gaat als de Franse A31.

## Traject
De route begint aan de achterzijde van het treinstation Luxemburg in de stad Luxemburg op een kruising met de CR224 als de B3. Na een aansluiting gehad te hebben op de N3 gaat met een tunnel onder de treinsporen door. Op 1,8 kilometer vanaf het station komt de route uit op een rotonde, na deze rotonde gaat de weg over als snelweg A3.
Vanaf het Croix de Gasperich volgen de Europese routes E25 en E29 de A3 ook. De E25 komt vanaf de A6, terwijl de E29 vanaf de A1 komt. Bij het knooppunt Croix de Bettembourg verlaat de E29 de A3 en vervolgt het zijn weg richting Duitsland via de A13 verder.
Vlak voor de Franse grens bevinden zich de douaneposten.
Hoewel het eerste deel van de A3 opengesteld werd in 1978, werd de snelweg pas afgewerkt in 1995 toen het deel bij Hesperange werd afgewerkt.
Tegen 2030 moet de snelweg omgebouwd zijn van 2x2 naar 2x3 rijstroken.
A1 ·
A3 ·
A4 ·
A6 ·
A7 ·
A13
B-Wegen
B3 ·
B4 ·
B7 ·
B40